# 迪尔容河
迪尔容河（法語：Durgeon，法語發音：[dyʁʒɔ̃]）是法国勃艮第-弗朗什-孔泰大区上索恩省的河流，是索恩河的左支流，长42.4千米，发源自热讷夫雷，于舍米伊流入索恩河。